# Chó chăn cừu Malinois

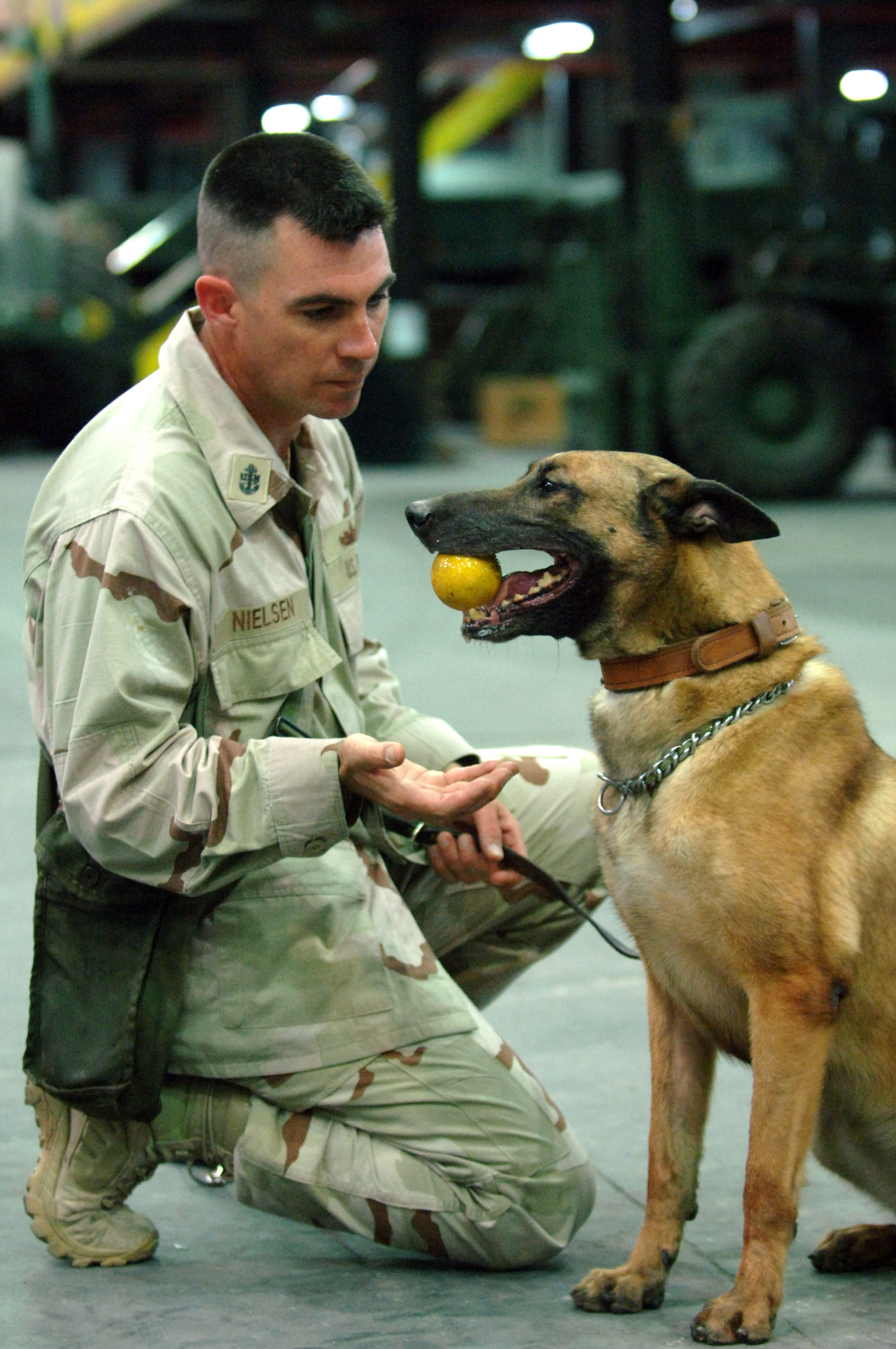
Một con chó trong lực lượng hải quân Mỹ.

Malinois là một giống chó thuộc nhóm chó chăn cừu Bỉ có ngoại hình khá giống chó chăn cừu Đức nhưng khác biệt với cái mõm đen do đó còn được gọi là Béc-giê mõm đen. Chúng nằm trong các giống chó chăn cừu Bỉ gồm các giống Groenendael, Tervueren và Lakenois. Giống chó này dễ dẫn dắt và thích hợp cho nhiều mục tiêu đào tạo, nhất là để thành chó thể thao. Chúng thích hợp cho nuôi trong gia đình và cần nhiều vận động. Chúng dẻo dai, tự tin, cảnh giác, thông minh, dễ dạy. Đây là dòng chó cỡ trung trở lên, thường được gộp chung vào chó chăn cừu Bỉ.
Chúng có khả năng thực hiện xuất sắc nhiệm vụ bảo vệ và canh gác, tìm kiếm và cứu hộ, thậm chí dẫn đường cho người khiếm thị. Nhờ có bản năng mạnh mẽ khi thực hiện các nhiệm vụ an ninh như truy tìm tội phạm và cứu thương, phát hiện chất nổ, chất gây cháy (trong các vụ hỏa hoạn) và ma túy, chó Malinois thường được sử dụng trong truy tìm tội phạm, ma túy và phát hiện bom mìn và là một trong những giống chó nghiệp vụ ngày càng phổ biến.
Chó Malinois giúp cảnh sát trong công tác ngăn chặn bọn buôn người, tìm kiếm và cứu hộ nạn nhân của thiên tai, bão lụt và chúng là chó nghiệp vụ xuất sắc thuộc biên chế K9 ở Mỹ, chuyên sử dụng để bảo vệ Tổng thống Mỹ. Mật vụ Mỹ sử dụng dòng chó Malinois để canh gác ở Nhà Trắng. Ngoài ra, trong chiến dịch tiêu diệt trùm khủng bố Osama Bin Laden do Hải quân SEAL của Mỹ thực hiện ở Abbottabad, Pakistan vào tháng 5 năm 2011 có sự tham gia của một chú chó dòng Malinois mang tên Karo.

## Tổng quan
Belgian Malinois được đặt tên theo tên tiếng Pháp của thành phố Mechelen (tiếng Pháp: Malines), đây là một thành phố nói tiếng Hà Lan thuộc tỉnh Antwerp ở phía Bắc nước Bỉ. Nó là một trong bốn loài chó chăn cừu Bỉ: Belgian Malinois, Belgian Tervuren, Belgian Groenendael và loài Belgian Laekenois ít phổ biến hơn, mà đều có chung một nguồn gốc. Trong hầu hết các nước và các câu lạc bộ nuôi chó bốn giống chó được coi như tương tự nhau với những dạng khác biệt trong mỗi loại lông.
Bốn giống chó chia sẻ một tiêu chuẩn giống trong tất cả các nước ngoại trừ AKC từ năm 1959 công nhận chúng như những giống khác biệt và không công nhận một trong bốn (loài Laekenois), trái lại UKC, cũng là một cơ quan đăng kiểm Mỹ công nhận bốn loài này là cùng một nguồn gốc. Belgian Malinois là giống chó đầu tiên trong bốn giống chó được thiết lập nên loài. Cho đến tận khi những giống chó còn lại được thiết lập nên loài chúng được gọi là Chó berger lông ngắn không phải là Malinois. Ngày nay tất cả bốn giống chó chăn cừu đều phổ biến ở Bỉ. Ngày nay, loài Laekenois và Malinois được sử dụng thường xuyên hơn như những con chó lao động, hơn là loài Groenendael và Tervuren nhưng tất cả các loại vẫn là những kẻ lao động.
Linh hoạt và chỉ số thông minh cao, tất cả bốn loài chó chăn cừu Bỉ vượt trội trong những tài năng, bao gồm không giới hạn công việc cảnh sát ví dụ như truy tìm ma túy và phát hiện bom mìn, bảo vệ và canh gác, tìm kiếm và cứu hộ, cũng tuân thủ mệnh lệnh, khéo léo, đánh hơi, chăn gia súc, kéo xe, kéo vật nặng và như một kẻ dẫn đường cho người khiếm thị và hỗ trợ người khuyết tật. Những con chó vô cùng thông minh, sức lực dồi dào này cần sự dẫn dắt, được thách thức, và vận động tốt hàng ngày và do đó không phù hợp cho tất cả mọi người, nhưng có thể là một người bạn đồng hành của gia đình với những chủ nhân.
Kỹ năng nổi bật của chúng là đánh hơi, can thiệp và xử lý nhanh chóng những kẻ tấn công. Chó nghiệp vụ bảo vệ Tổng thống Mỹ có thể ngửi thấy cả các dấu vết chất nổ đã cũ, ví dụ như RDX, thuốc nổ đen hay thiết bị nổ cải tiến (IED). Khả năng phản ứng của chúng cũng rất nhanh nhạy và linh hoạt. Ngay khi nhận hiệu lệnh, chúng sẽ lập tức khống chế mục tiêu chỉ trong chớp mắt. Vận tốc chạy trung bình của chúng đạt khoảng 40-50 km/h. Cú đớp của chúng được đánh giá là rất nguy hiểm. Một khi đã cắn mục tiêu, chúng chỉ nhả ra nếu có chỉ thị từ người điều khiển. Những con chó nghiệp vụ thường tỏ ra thân thiện, gần gũi khi ở bên cạnh trẻ em nhưng sẽ trở nên hung dữ và hành động quyết đoán lúc đối mặt với các đối tượng gây nguy hiểm. Mắt chúng có phạm vi quan sát lên tới 270 độ và chúng "lao nhanh như một viên đạn".
Những con chó đang góp công lớn vào việc bắt bọn săn trộm. Những kẻ phạm tội rắc bột ớt trên đường nhưng lũ chó vẫn có thể phát hiện chúng Một con chó giống Malinois của Bỉ, là trợ thủ đắc lực của lực lượng kiểm lâm trong hoạt động trấn áp nạn săn bắn trái phép tại Vườn quốc gia Kruger, Nam Phi. Nửa đầu năm 2016, chú chó 6 tuổi đã giúp lực lượng kiểm lâm Nam Phi bắt hơn 15 kẻ săn trộm. Nó là một con chó hoạt bát với khả năng lần dấu bẩm sinh và rất dũng cảm. Người ta huấn luyện "Sát thủ" trong 16 tháng trước khi chuyến nó đến lực lượng kiểm lâm ở Vườn quốc gia Kruger để học cách nhận biết mùi, bám theo đường mòn và chiến đấu. Khả năng đánh hơi tốt giúp Sát thủ lùng dấu vết của các tay săn trộm dễ dàng. Dù mang biệt danh "Sát thủ", chú chó giống Malinois không phải động vật khát máu. "Sát thủ" chỉ chiến đấu với những kẻ săn trộm, còn khi ở trại nó lại là một chú chó lành, thích ngồi trên trực thăng.

## Đặc điểm

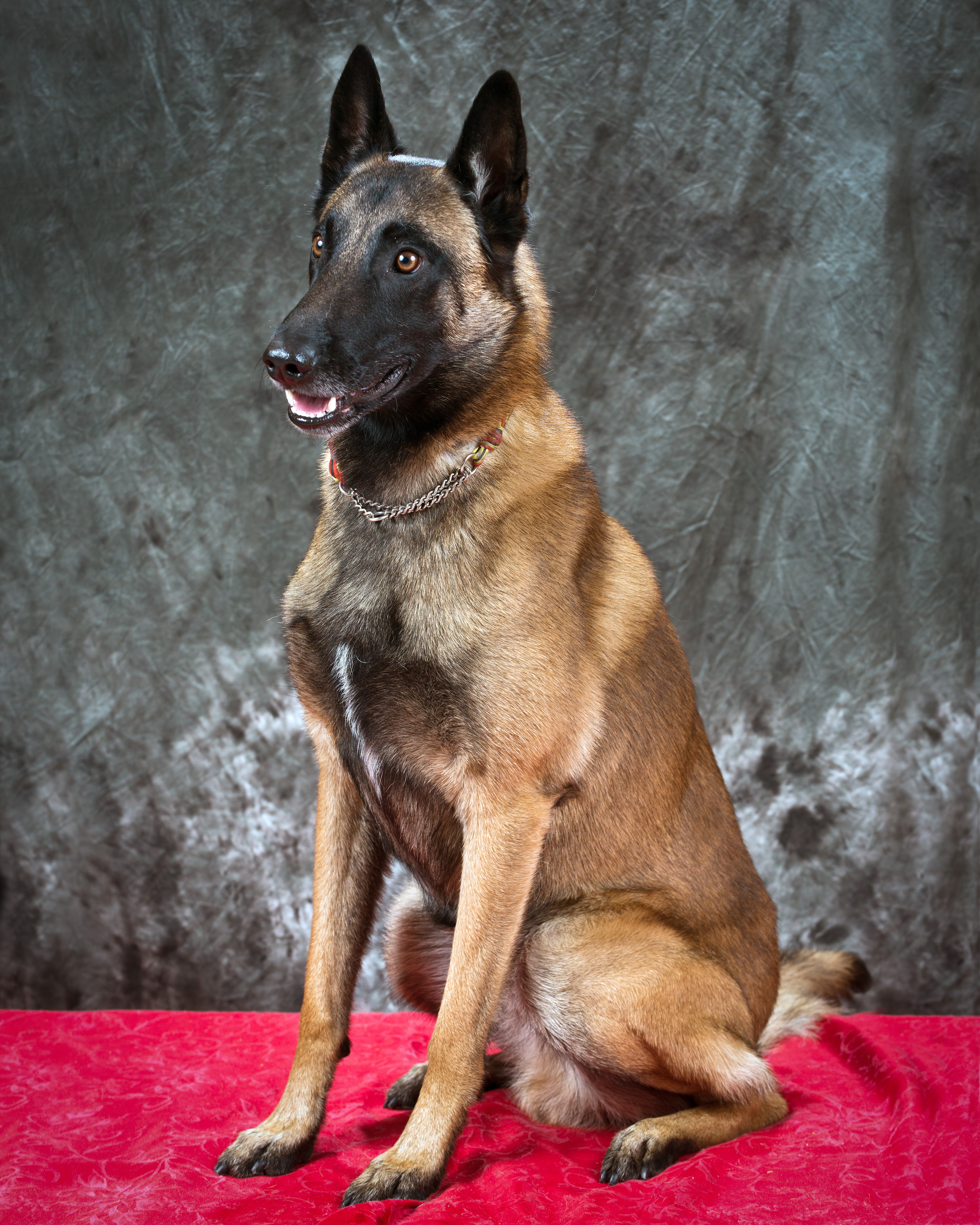

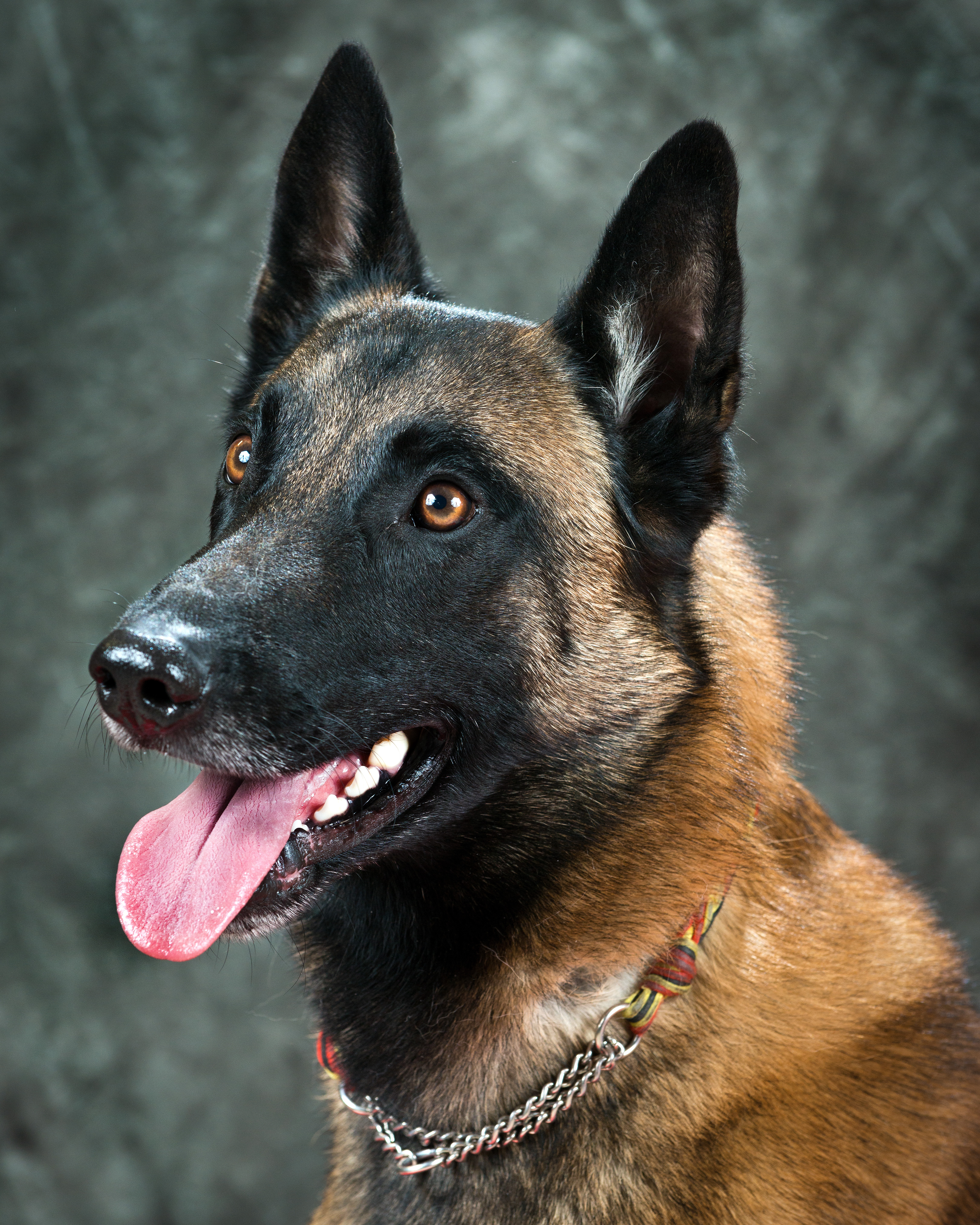

Đặc điểm của giống chó Malinois là cơ thể chúng cân đối, vuông vắn, trọng lượng vừa phải: con đực cao từ 61–66 cm, trọng lượng khoảng 25–30 kg; con cái cao từ 56–61 cm, trọng lượng khoảng 20–25 kg. Ngực sâu, lưng hơi thoải dần từ vai xuống. Kích cỡ toàn bộ đầu thủ phù hợp với cơ thể. Hộp sọ phẳng với độ dài và rộng tương đồng nhau. Mõm hơi nhọn và dài bằng chiều dài của hộp sọ, mặt hơi gãy. Mũi đen và cặp môi khít. Hàm răng như cặp kéo cắt hoặc đều. Cặp mắt nâu, vừa phải màu quả hạnh. Đôi tai dựng có hình tam giác. Đuôi khỏe ở gốc với xương đuôi tiến tới sát khuỷu chân sau. Bàn chân có hình như chân mèo, móng đeo được gỡ bỏ.
Malinois có rất nhiều màu do quá trình tạo giống và tiến hóa, nhưng nổi bật nhất vẫn là màu vàng pha đen. Cá biệt có con mang màu đen toàn thân như nhung. Bộ lông kép ngắn, thẳng chống chịu được thời tiết. Màu lông có thể là nâu sẫm tới đỏ, màu gụ tới đen, với những đầu sợi lông màu đen. Màu nâu đỏ với mặt nạ đen. Mặt nạ và tai màu đen. Bên bụng dưới cơ thể, đuôi và lưng có màu nâu nhạt hơn. Lông quanh cổ trông như một cổ dề bởi vì nó hơi dài hơn. Bộ lông mượt và ngắn của Belgian Malinois dễ chăm sóc. Chải thường xuyên với một chiếc lược cứng xoắn và chỉ tắm khi thật cần thiết, bởi vì tắm sẽ làm mất đi lớp chống nước trên lông. Loài này rụng lông thường xuyên thì ít, nhưng rụng nhiều theo mùa hai lần trong năm.
Tuổi thọ chúng khoảng từ 12-14 tuổi, mỗi lứa đẻ trung bình 6-10 cún. Loài chó khỏe mạnh, cứng cáp này không có những vấn đề nghiêm trọng về sức khỏe nào. Những vấn đề nhỏ mà được phát hiện là dị ứng da, những vấn đề về mắt, nhút nhát quá mức, hung dữ quá mức và đôi khi có cá thể mắc chứng loạn sản xương hông, và loạn sản xương khớp gối. Chúng khá hiếu chiến với những giống chó khác và cần một người chủ có thể kiểm soát được con chó có ham muốn thống trị - một hành vi không được mong đợi. Miễn là chúng được làm quen tốt với những con mèo và vật nuôi khác, chúng sẽ không gây nên bất cứ một vấn đề gì. Belgian Malinois có thể biểu hiện hành vi chăn gia súc một cách bản năng như rượt đuổi và chạy quanh, di chuyển dễ dàng trong nhiều giờ và cắn vào gót chân mọi người.

## Tập tính
Belgian Malinois là một trong bốn loại chó chăn cừu Bỉ. Một con chó rất thông minh và vâng lời, chúng thận trọng và canh chừng với bản năng bảo vệ chủ và lãnh thổ mạnh mẽ. Loài này cần một ông chủ kinh nghiệm vững vàng nhưng không hà khắc. Nếu hà khắc hoặc quá thô bạo chúng sẽ trở nên bất hợp tác. Chó Malinois nổi tiếng thông minh, thận trọng và thích tham gia các hoạt động mạnh. Đối với chủ nhân, chúng đặc biệt trung thành và biết vâng lời.
Chủ nhân cần thể hiện sự tự tin, quản lý tự nhiên đối với con vật. Những nguyên tắc nhất quán phải được lập ra và rõ ràng. Loài này có bản năng bảo vệ nên nó cần được huấn luyện và hòa nhập tốt từ khi còn non Những nhà nhân giống nên cho cún hòa nhập từ khi sinh. Tốt cho công việc và thi tuân thủ mệnh lệnh. Những con chó này làm những con chó canh gác và chó cảnh sát. Loại lao động này hiện tại là công việc chính của chúng.

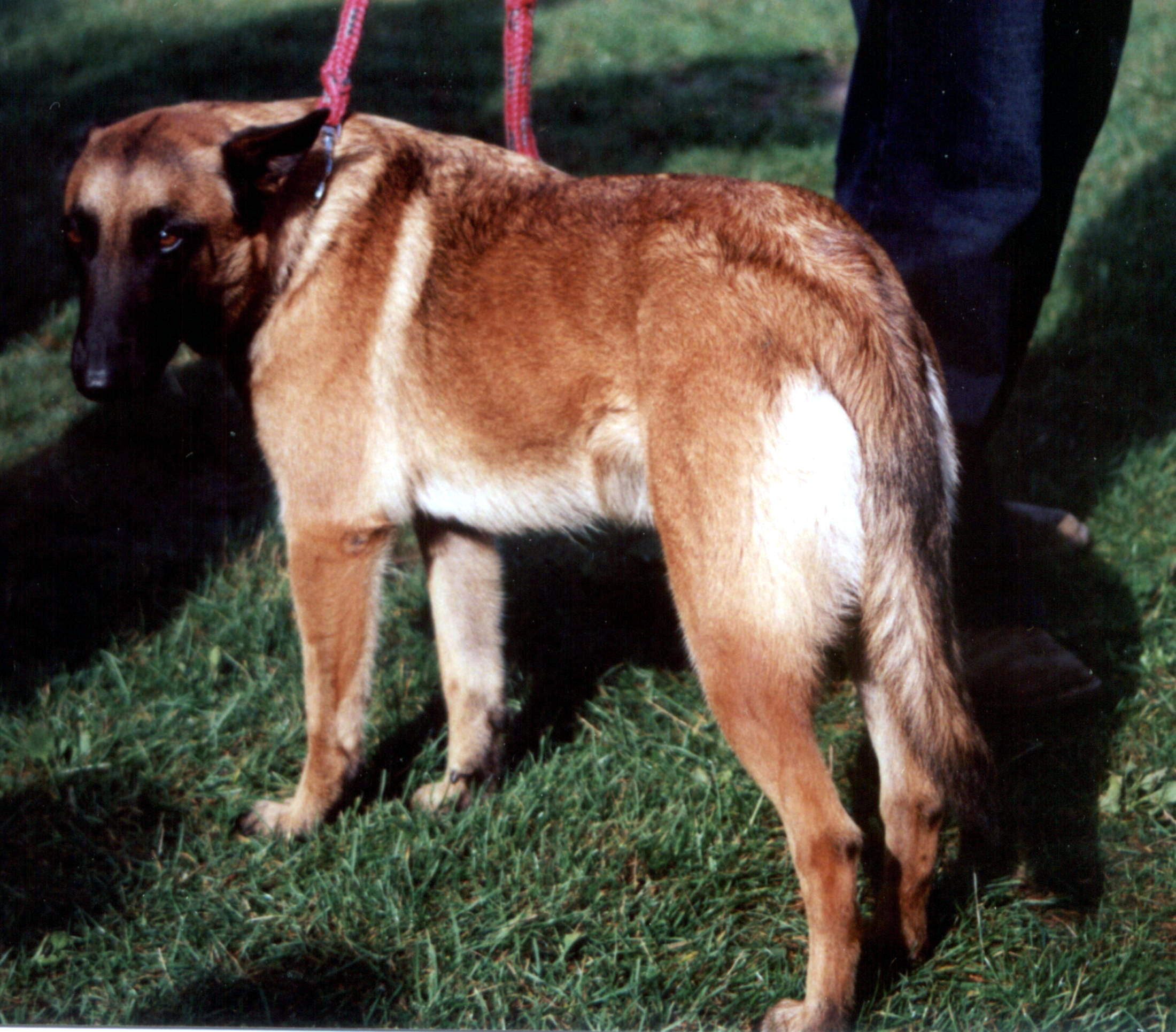

Tuy nhiên chúng cũng là những vật nuôi nếu chúng có những chủ nhân có thể thử thách tính cách của chúng với không khí của sự lãnh đạo. Chúng trung thành, thận trọng và cảnh giác. Belgian Malinois tốt với trẻ nhỏ nếu được tiếp xúc tốt. Loài này cần là một thành viên trong gia đình và không nhốt chúng trong cũi. Nó tốt nhất khi được dẫn dắt và vận động hàng ngày với thời gian thoải mái, tập trung, huấn luyện và hòa đồng.
Nếu loài này bị phớt lờ, nó sẽ tự tìm cách giải trí, thường rất tốn kém chi phí của chủ nhân. Belgian Malinois có nhiều năng lượng và cần công việc để làm. Những loại chó lao động có thể có tính chăn gia súc cao đặc biệt. Nó thường cực kỳ trung thành với một hoặc hai người. Cẩn thận khi cho những con chó này làm quen với những vật nuôi khác. Chúng phải được huấn luyện không làm điều này với mọi người. Đầy là một giống chó nhu cầu rất cao. Nó cần một người có kinh nghiệm để làm như thế nào dẫn dắt nó. Cách mà chủ nhân dẫn dắt con chó có thể tạo ra những sự khác biệt hẳn trong tính cách và sự hung dữ. Nói chuyện với những người có kinh nghiệm về giống chó này trước khi mua chó. Những con chó này thường ấn tượng, không chỉ dựa vào việc mua chó trên những danh hiệu đạt được và dáng vẻ bên ngoài. Chỉ chấp nhận nuôi loại chó này nếu hoàn toàn hiểu vị trí α (alpha) có nghĩa là gì (vị trí này là vị trí người chủ yêu cầu con chó phải xác định).
Belgian Malinois là giống chó có nhiều năng lượng nên chúng cũng cần được làm việc nhiều. Phải cẩn thận với những vật nuôi trong nhà khác. Những con chó chăn cừu Bỉ (Belgian Sheepdog) có thể sẽ biểu hiện những bản năng chăn gia súc như đuổi và quây tròn. Belgian Malinois có thể sống với điều kiện căn hộ. Giống chó này thích lao động và cần nhiều vận động và được đi dạo hàng ngày.
Belgian Malinois sẽ thoải mái trong căn hộ nếu nó được vận động đầy đủ. Nó tương đối hiếu động trong nhà và sẽ tốt nhất với một mảnh sân rộng vừa phải. Loài này ưa thích khí hậu mát mẻ, nhưng thích nghi tốt với khí hậu khác. Nó có thể sống ngoài trời nhưng thích ở gần mọi người hơn. Đây là một giống chó lao động mà quen với cuộc sống năng động ngoài trời. Bởi vì nó cần vận động nhiều, bao gồm đi dạo dài hàng ngày. Chúng sẽ tốt hơn nếu được thả tự do không xích càng nhiều càng tốt trong một khu vực đảm bảo.

## Trong văn hóa đại chúng
Vào giữa năm 2015, điện ảnh Mỹ đã công chiếu bộ film Max của đạo diễn Boaz Yakin. Đây là một bộ film điện ảnh nói về sự trung thành của một chú chó chiến tranh (tiếng Anh: war dog) thuộc giống Belgian Malinois sau cái chết của cậu chủ Kyle Wincott là một lính biệt kích thuộc lực lượng Hải quân SEAL trên chiến trường Afghanistan. Trong film, chú chó Max (tên thật là Carlos) đã thể hiện sự trung thành, khôn ngoan và mạnh mẽ đúng với những phẩm chất giống nòi của mình để giúp Justin Wincott (em trai của Kyle) và những người bạn của cậu tìm ra manh mối để vạch mặt sự dối lừa cả gia đình Wincott của Tyler Harne (người bạn thân của Kyler) để che giấu việc buôn lậu vũ khí của hắn.